# Tombeau de Conrad de Bussnang
Le tombeau de Conrad de Bussnang, parfois aussi appelé épitaphe de Conrad de Bussnang, est un monument funéraire situé dans la chapelle Saint-Jean-Baptiste de la cathédrale de Strasbourg. Il est sculpté en 1464 par Nicolas de Leyde pour Conrad IV de Bussnang, un membre important du chapitre cathédral ayant été brièvement évêque entre 1439 et 1440 avant de devoir démissionner, victime des luttes d’influence au sein du grand chapitre. Partiellement détruit au XVIIe siècle, il n’en subsiste que la partie supérieure.

## Description
Le monument est taillé dans un grès à marne calcaire de couleur gris jaune provenant de la région de Rouffach. Il est construit en trois grandes parties encastrées dans le mur sud de la travée occidentale de la chapelle Saint-Jean-Baptiste de la cathédrale de Strasbourg : la partie supérieure, la mieux conservée, représente sous un dais un chanoine en prière en face d’une Vierge à l’Enfant ; la partie inférieure, très endommagée, portant un écu ; enfin une dalle portant un gisant ou un transi, entièrement disparue.
La partie supérieure est composée de quatre blocs quadrangulaires. Elle comprend un dais architecturé à arc en accolade, dont les crochets qui ornaient les rampants ainsi que le fleuron sommital sont brisés. L’espace intérieur du dais est divisé en deux sections par une colonnette centrale sur laquelle retombe une voûte ornée d’une mouchette encadrée de deux soufflets. Le fond de chaque section forme ainsi une niche trilobée, dans laquelle se tiennent les personnages. À gauche se trouve une Vierge à l’Enfant couronnée et accoudée sur le bord de la niche. De sa main gauche, elle essaye de retenir Jésus qui, tirant de sa main gauche le voile de sa mère, semble s’élancer vers le personnage lui faisant face pour lui toucher les mains. Celui-ci, qui se trouve dans la niche de droite, est un religieux vêtu d’une soutane à large col, différencié par des hachures, et les mains jointes en prière. Le visage arbore un cou gras, des joues flasques et un imposant double menton, encadrés par une chevelure cardée. Il tient entre ses mains un phylactère d’une grande finesse qui remonte vers le sommet de la niche en s’enroulant et porte l’inscription ora prece pia pro me virgo Maria. Les personnages sont dépeints de manière particulièrement naturaliste : outre les détails physionomiques, un soin particulier est apporté au traitement des chairs, sur lesquelles apparaissent rides et plis de la peau, et des cheveux, ceux de la Vierge s’enroulant notamment en des boucles parfois totalement détachées du support. Le groupe présente toutefois plusieurs dommages : une grande partie des pointes de la couronne de la Vierge sont cassées, mais les dégâts se concentrent surtout sur la partie inférieure, qui dépassait originellement du cadre : la Vierge a perdu sa main droite et la partie inférieure du vêtement ont disparu, tandis que les jambes de l’Enfant sont manquantes,.
La partie inférieure du monument est constituée de deux blocs quadrangulaires joints par des tenons métallique. Elle a été totalement bûchée, mais les arrachements permettent d’identifier le motif d’origine comme un écu, au dessus duquel se trouve un heaume surmonté d’un cimier, le tout entouré de rinceaux. Le coin supérieur gauche porte le millésime « M CCCC LXIIII » (« 1464 »), tandis qu’au centre à droite se trouve la signature « n·v·l ».
D’après Roland Recht, l’œuvre était polychromée : il relève des traces de couleur rouge sur la manche du religieux et la présence de fines rayures sur la pierre afin de permettre l’accroche de la peinture. Les analyses réalisées en 2011 ont toutefois conclues en l’absence de polychromie originale, bien que des traces indatables de peinture noire aient été relevées sur les yeux et dans le fond des lettres du phylactère,.

### Liste des expositions
- Fragment du gisant en exposition permanente au Musée de l’œuvre Notre-Dame de Strasbourg ;
- Nicolas de Leyde, sculpteur du XVe siècle. Un regard moderne, 30 mars-8 juillet 2012, Strasbourg, Musée de l’Œuvre-Notre-Dame (moulage).